# Slučovací sjezd KSČ
Slučovací sjezd KSČ byl stranický sjezd, na kterém byla nedlouho předtím založená Komunistická strana Československa přetvořena v celostátní supraetnickou politickou formaci, do níž se zapojily nejen české, slovenské a rusínské ale i německé, maďarské, polské a židovské levicové skupiny. Konal se na podzim roku 1921.

## Dobové souvislosti a průběh sjezdu
Odehrával se ve dnech 30. října – 2. listopadu 1921. Předcházel mu květnový Ustavující sjezd KSČ, na kterém česká, slovenská a rusínská marxistická levice Československé sociálně demokratické strany dělnické a další menší levicové skupiny utvořily Komunistickou stranu Československa. Nyní na podzim 1921 k této straně přistoupily i německé, maďarské, polské a židovské levicové formace v intencích politiky Kominterny, aby v jednom státě existovala jedna komunistická strana.
Stejně jako v Československé sociálně demokratické straně dělnické probíhal i v jinonárodních sociálně demokratických stranách v letech 1920-1921 rozkol a postupné přetváření levicových křídel v samostatné komunistické strany. 14.–15. května 1921 se takto utvořila Židovská komunistická strana v Československu (levicové křídlo strany Poalej Cijon, předseda Rudolf Kohn), 12. června 1921 utvořila polskou sekci KSČ skupina marxistických členů Polské socialistické dělnické strany v Československu (Karol Śliwka, Emanuel Chobot). Už v březnu 1921 se pro vstup do Kominterny a pro vytvoření své sekce v KSČ vyslovili levicoví členové Německé sociálně demokratické strany dělnické v ČSR (Karl Kreibich), přičemž již v únoru 1921 se na vytvoření společné organizace dohodli etnicky čeští, slovenští a němečtí mladí aktivisté (Komunistický svaz mládeže Československa). Analogický integrační proces probíhal i u maďarských levicových sociálních demokratů. Podzimní slučovací sjezd pak tuto tendenci završil formálním vytvořením jediné Komunistické strany Československa.
Slučovací sjezd se kromě spojení jednotlivých etnických křídel marxistické levice zabýval i organizačním vymezením strany. Vymezil pravomoci a organizační strukturu, přičemž navázal na tradice původní sociálně demokratické stranické struktury. Do ní ovšem vložil silnější prvek centralizace. Václav Houser již na ustavujícím sjezdu KSČ prohlásil, že „Chceme-li míti silnou stranu, která by byla schopná činu, musíme míti jasno v organisacích s disciplinou železnou, přímo vojáckou. Celá strana musí býti tímto vojáckým duchem prodchnuta.“